# San Isidro (Buenos Aires)
Pour les articles homonymes, voir San Isidro.
San Isidro est une ville de la province de Buenos Aires, en Argentine, et le chef-lieu du partido homonyme. Elle se trouve dans la partie nord de l'agglomération du Grand Buenos Aires, au bord du Río de la Plata.

## Histoire
En 1580, Juan de Garay fondateur de la ville de Buenos Aires distribua à ses hommes les terres situées sur l'actuel partido de San Isidro, situé à côté de la cité.

localisation du partido de San Isidro

En 1706 le capitaine Domingo de Acassuso autorisa la transformation d'une chapelle particulière en une chapelle ou sanctuaire public, auquel on donna le nom de San Isidro Labrador.
En 1784, on créa le Partido de San Isidro et en 1790, autour de la chapelle, se créa une bourgade, qui avec le temps se transforma en la ville de San Isidro. La municipalité date de l'année 1850.

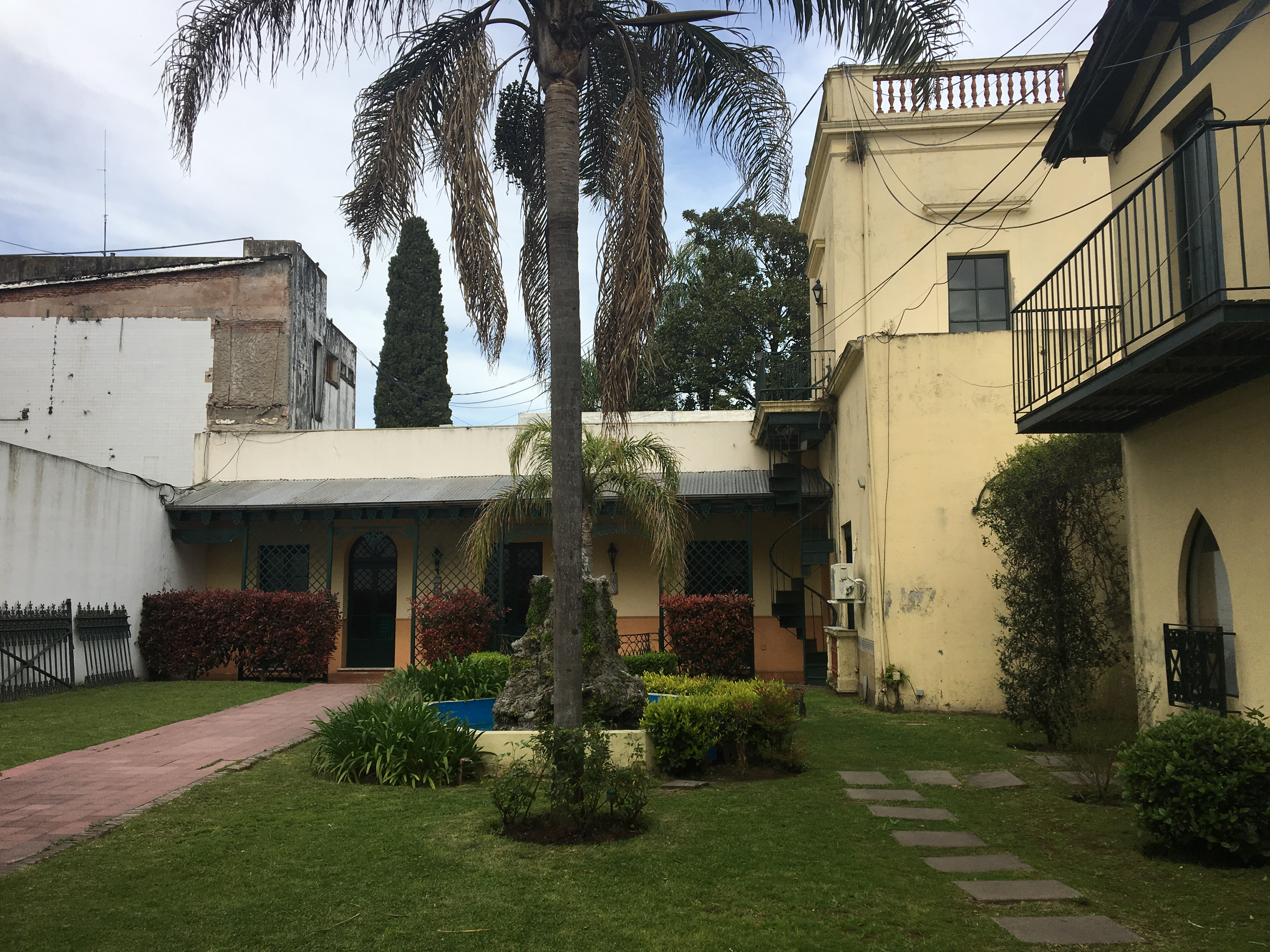
Arrière-cour du musée Casa Alfaro, qui est situé en face de la Plaza Mitre et sur l'avenue Libertador au milieu du bloc, où un ravin se termine vers la fin du bloc.

## Curiosités
Musée Municipal de San Isidro « Brigadier General Juan Martín de Pueyrredon » (adresse : Rivera Indarte 48). Le musée se trouve dans la propriété qu'habita Juan Martín de Pueyrredón, construite à la fin du XVIIIe siècle.
À San Isidro, Mariquita Sánchez de Thompson est principalement connue pour être l'hôtesse de la maison où l'Hymne national argentin a été chanté pour la première fois, connu initialement sous le nom de "Marche patriotique". Bien qu'il n'y ait pas de témoignages écrits de sa propre main pour confirmer qu'elle a entonné les premières notes, la tradition et l'histoire la désignent comme la première personne à le faire chez elle en 1813.

## Personnalités
- Camila Rolón (1842,1913), religieuse fondatrice de la congrégation des Sœurs pauvres de Saint Joseph. En cours de béatification.
- Pablo Groeber (1885–1964), géologue allemand, est mort à San Isidoro.

### Jumelage
La ville est jumelée avec: 
- Herzliya, Israël
- Nagasaki (préfecture de Nagasaki), Japon